# Institut de recherche sur les composants logiciels et matériels pour l'information et la communication avancée de Lille
L'Institut de recherche sur les composants logiciels et matériels pour l'information et la communication avancée de Lille (IRCICA digital institute) est un institut fédérant des laboratoires de recherche de l'Université de Lille. Ses recherches sont centrées sur l'évolution de l'informatique vers l'Intelligence ambiante.
Ce site est desservi par les stations de métro Cité Scientifique - Professeur Gabillard et Quatre Cantons - Stade Pierre-Mauroy.

## Organisation
La direction de l'IRCICA est localisée dans le parc scientifique de la Haute Borne, adjacent à la Cité scientifique. Les équipes de l'IRCICA sont réparties dans les laboratoires de l'Université de Lille et de l'École centrale de Lille :
- Institut d'électronique de microélectronique et de nanotechnologie IEMN (UMR 8520) ;
- Laboratoire d'automatique, génie informatique et signal LAGIS-CRIStAL (UMR 8146) ;
- Laboratoire d'informatique fondamentale de Lille LIFL-CRIStAL (UMR 8022) ;
- Laboratoire de physique des lasers, atomes et molécules PhLAM (UMR 8523).

L'IRCICA est associé à l'Institut national de recherche en informatique et en automatique. L'IRCICA anime le Campus Intelligence Ambiante, avec l'Institut de recherche interdisciplinaire de Lille et le Centre de recherche en informatique de Lens CRIL (UMR 8188).

## Axes de recherches
Les domaines de l'IRCICA concernent l'Informatique ubiquitaire et l'Intelligence ambiante, avec la « recherche de nouvelles voies où les aspects logiciels et matériels sont intimement mêlés ».
L'IRCICA se présente comme un « hôtel à projets interdisciplinaires ».
L'IRCICA exploite des plateformes technologiques :
- Plateforme télécom et réseaux de capteurs[5] (domaines micro-onde et optiques) ;
- Plate-forme images réalité virtuelle[6] et interaction[7] ;
- Plateforme laser et photonique[8] ;
- Centrale de technologie micro-nano-optoélectronique[9], pour les applications IRCICA en fibres optiques à cristaux photoniques et la réalisation de matériaux micro et nano structurés
- Plateforme IrDIVE, pour la recherche et innovation dans les environnements visuels numériques et interactifs[10].

Les axes de recherche de l'IRCICA s'insèrent dans les activités du Collège doctoral européen de Lille et les pôles de compétitivités régionaux tels que le pôle image de Lille Métropole, le Pôle de compétitivité des industries du commerce (PICOM) et le Pôle de compétitivité UP-TEX.